# Hallerangerhaus
Das Hallerangerhaus (nicht zu verwechseln mit der in unmittelbarer Nähe gelegenen Hallerangeralm) ist eine Schutzhütte der Sektion Schwaben des Deutschen Alpenvereins in 1768 m ü. A. Höhe im Kohlerboden am Fuß von Speckkarspitze und Kleinem Lafatscher. Das Schutzhaus befindet sich im Herzen des Karwendels in Tirol, eingebettet zwischen der Hinterautal-Vomper-Kette und der Gleirsch-Halltal-Kette.
Wegen der zentralen Lage und der zahlreichen Tourenmöglichkeiten ist die Hütte für Bergsteiger ein ausgezeichneter Stützpunkt bei mehrtägigen Unternehmungen im Karwendel. Darüber hinaus können auch Tagesgäste von Scharnitz durch das Hinterautal die Wegstrecke zur Hütte mit dem Mountainbike bewältigen und nach einer Rast problemlos wieder am selben Tag abfahren. Im Winter steht für Skitourengeher ein unverschlossener, beheizbarer Raum im Nebengebäude zur Verfügung, allerdings müssen lawinensichere Verhältnisse herrschen, um in der Umgebung der Hütte lohnende Skitouren unternehmen zu können. Wenige Meter oberhalb des Hauses entspringt der Lafatscher Bach, der längste Quellbach der Isar.

## Geschichte

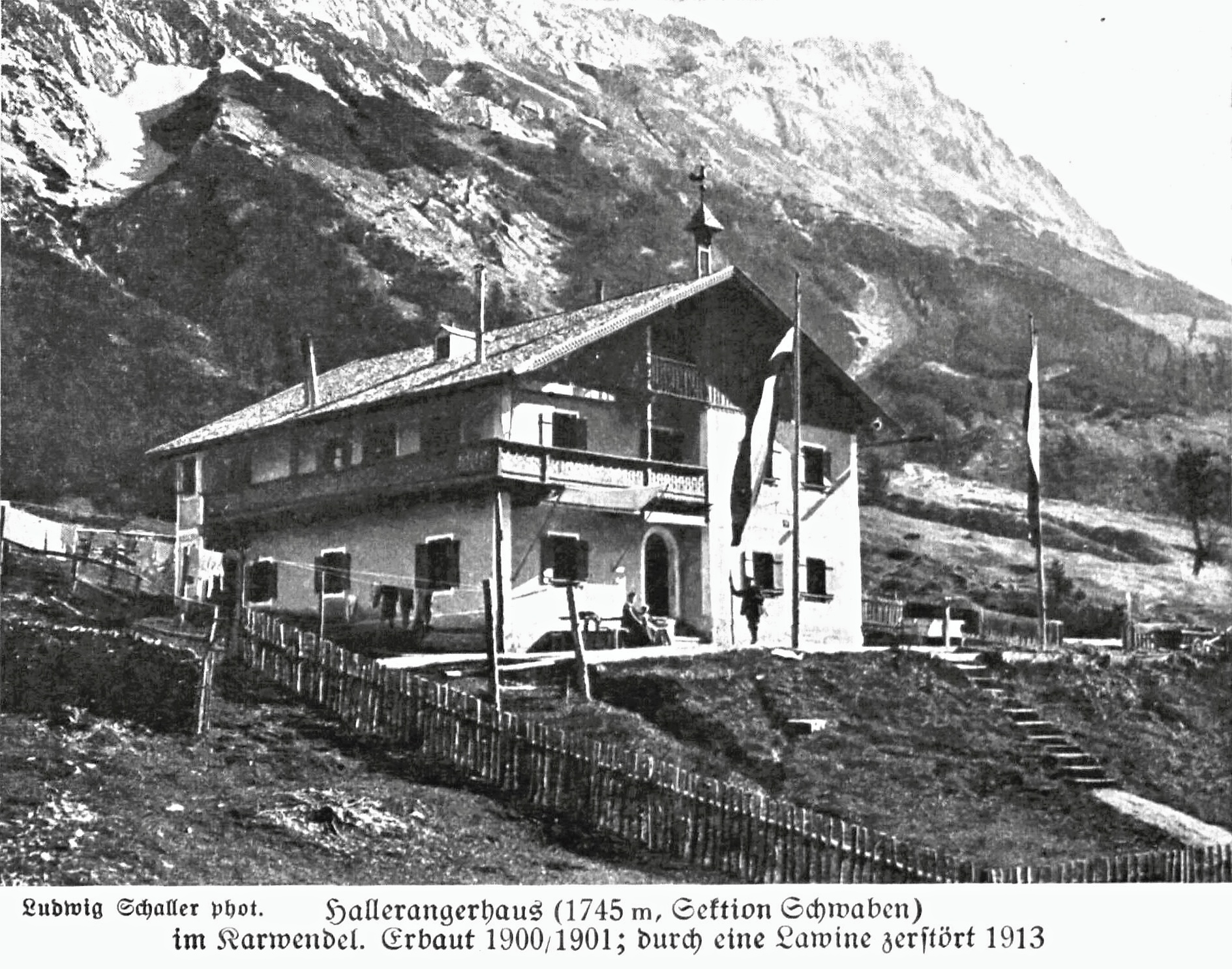
Hallerangerhaus vor 1913

Die erstmals 1901 auf dem Kohlerboden errichtete Hütte wurde 1914 durch eine Lawine zerstört. Gleich darauf wurde bereits mit einem Neubau oberhalb des alten Standortes an einem lawinensicheren Platz begonnen. Allerdings konnte die neue Hütte erst nach den Wirren des Ersten Weltkriegs im Sommer 1924 feierlich eröffnet werden. 1964 wurde eine neue Gaststube angebaut, 1972 die Stromversorgung modernisiert. In den 1980er-Jahren baute man den alten Mulistall zum Winterraum um, ebenso wurde eine Pächterwohnung eingerichtet. Das Problem der Abwasserentsorgung konnte gelöst werden. Es sind Duschmöglichkeiten vorhanden. 2017 wurde das Haus um einen Anbau und eine Sonnenterrasse erweitert.

## Zugänge
- Von Scharnitz durch das Hinterautal und den Hüttenweg, leicht, auch mit Mountainbike (leicht allerdings nur bis zur Kastenalm, dann sehr steile Rampe oder zu Fuß weiter), Gehzeit: 5 Stunden, mit Mountainbike bis zur Kastenalm etwa 1 bis 1,5 Stunden und 1,25 bis 1,5 Stunden weiterer Fußweg
- Von Sankt Magdalena im Halltal über das Lafatscher Joch, mittel, Gehzeit: 2,5 Stunden
- Von Vomperberg über Katzenleiter, Vomper Loch und Überschalljoch, mittel, Gehzeit: 8 bis 9 Stunden

## Übergänge
- Bettelwurfhütte über Lafatscher Joch und Höhenweg, mittel, Gehzeit: 2,5 Stunden
- Pfeishütte über Lafatscher Joch und Stempeljoch, mittel, Gehzeit: 3 Stunden
- Karwendelhaus über Kastenalm, Birkkar, Schlauchkarsattel und Schlauchkar, schwierig, sehr lang, Gehzeit: 8 bis 9 Stunden
- Lamsenjochhütte über Vomper Loch, Katzenleiter und Lamsscharte, schwierig, sehr lang, Gehzeit: 10 Stunden

## Gipfelbesteigungen

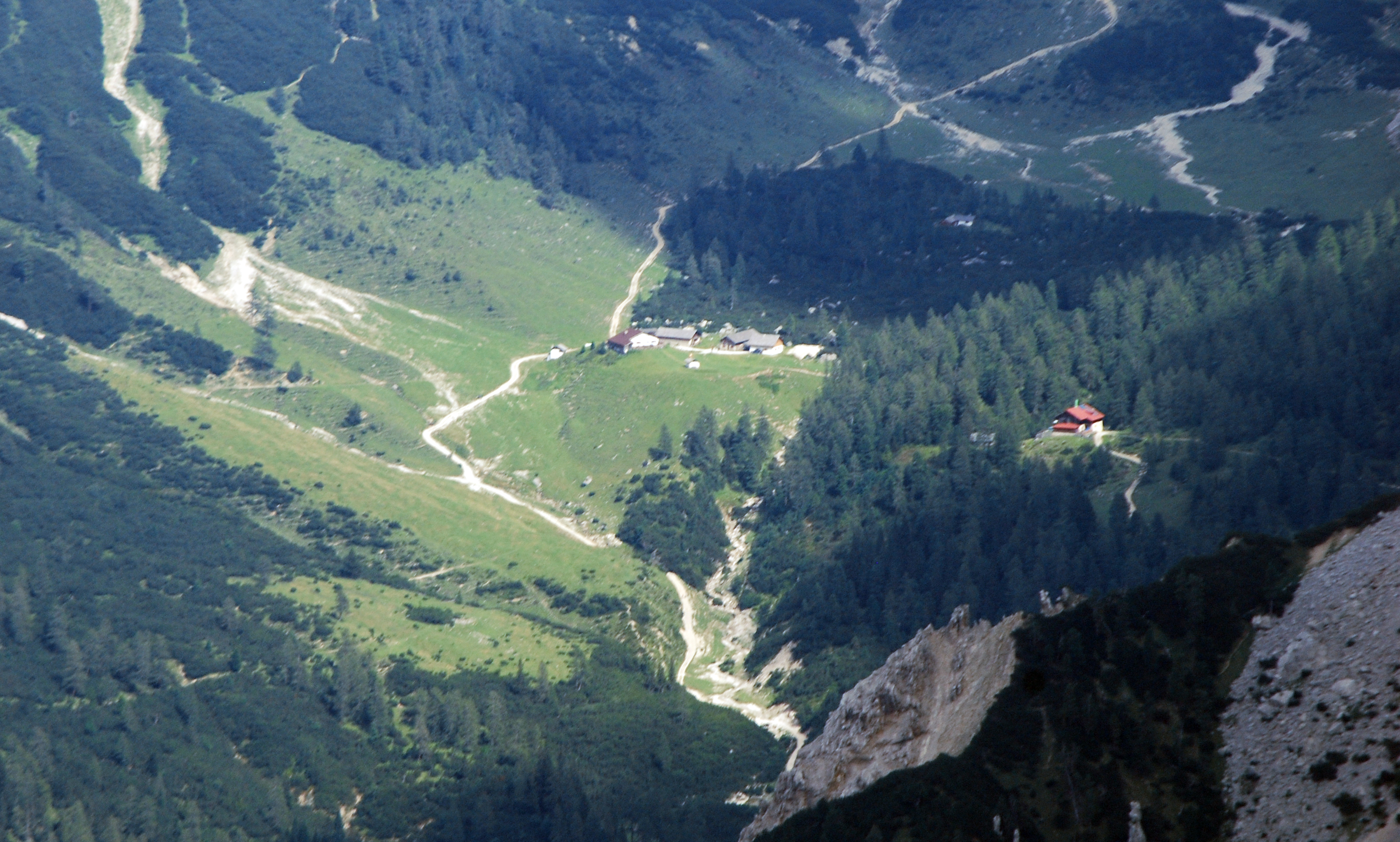
Hallerangeralm (links) und Hallerangerhaus (rechts) von Westen (Praxmarerkarspitze)

- Sunntigerspitze (2321 m ü. A.) über Westgrat, mittel, Gehzeit: 1,5 Stunden
- Speckkarspitze (2621 m ü. A.) über Nordgrat, schwierig, Gehzeit: 2,5 Stunden
- Kleiner Lafatscher (2636 m ü. A.) über Lafatscher Joch, schwierig, Gehzeit: 3 Stunden
- Großer Lafatscher (2696 m ü. A.) über Lafatscher Joch, schwierig, Gehzeit: 3,5 Stunden
- Großer Bettelwurf (2726 m ü. A.) über Bettelwurfhütte, schwierig, Gehzeit: 4,5 Stunden
- Birkkarspitze (2749 m ü. A.) über Kastenalm und Birkkar, schwierig, sehr lang, Gehzeit: 6 Stunden